# 어메이징 레이스 (미국의 텔레비전 프로그램)
어메이징 레이스(The Amazing Race)는 미국 CBS에서 방송하는 리얼리티 TV 프로그램이다. 보통 한 팀이 2인으로 이루어진 11팀이 전 세계를 이동하면서 결승선에 먼저 도착하려고 경주한다. 전체 경주는 대략 12구간으로 나뉘어 있고 각 구간마다 육체적·정신적인 과제가 주어지며 각 팀은 실마리를 연역하고 외국에서 스스로 탐색하고 현지인과 소통하며 과제를 수행하고 프로그램에서 주는 한정된 자금으로 대중 교통 수단 이용을 위해 경쟁한다. 매 구간을 마치면서 팀은 경주에서 점진적으로 탈락하고 맨 마지막으로 남은 3팀 가운데 결승선을 먼저 통과하는 한 팀이 미화 백만 달러를 획득한다.
전 세계 어메이징 레이스라는 프로그램의 원본인 이 미국 CBS 프로그램은 2001년부터 방송하고 있으며 22시즌까지 방송을 했고 23시즌을 제작하고 있다. 세계 각국에서 미국의 기본 구성을 따라 자기 나라판 프로그램을 개발했으며 원본 미국 프로그램 또한 몇몇 나라에 방송된다.

## 경주 방식
경주 방식은 시즌마다 조금씩 다를 수 있지만 일반적으로 다음과 같다.
전체 경주는 대략 12구간으로 구성되어 있다. 보통 이동 경로는 미국에서 출발하여 세계를 일주한 후에 다시 미국으로 돌아오는 순이다. 구간에는 탈락 구간과 비탈락구간이 있다. 탈락 구간은 구간 결승선(휴게소)에 마지막으로 도착하는 팀을 탈락시키는 구간이며, 비탈락 구간은 탈락 대신에 다음 구간에서 추가로 벌칙(과속 방지)을 수행해야 하는 구간이다. 해당 구간이 탈락구간인지 아닌지는 방송 제작 전에 결정되며 각 팀에게 주어지는 과제에는 "탈락할 수도 있다"라고만 알려주어 각 팀은 결승선에 도착하여 진행자가 알려줄 때까지 탈락구간 여부를 알 수 없다. 각 팀은 경주하는 동안 다음 목적지로 가기 위해 프로그램에서 제시하는 과제를 수행해야 하는데 주어진 실마리를 이용해 외국에서 스스로 탐색하고 현지인과 소통하며 프로그램에서 주는 한정된 자금으로 비행기, 기차, 배, 택시, 버스 등 대중 교통 수단 이용을 위해 경쟁한다. 단, 비행기 요금만은 제작진에서 지급하고 나머지 요금은 각 구간 출반 전에 주는 자금으로 지급해야 한다. 이렇게 하여 맨 마지막 구간에서는 최종 3팀이 남아서 최종 구간 결승선에 맨 먼저 도착하기 위해 경쟁한다.

## 한국 방문
4시즌과 17시즌에 한국을 방문했다.
4시즌에서는 인천국제공항, 서울 남산 공원,강원도 철원군 한탄강과 서울대입구역이 나오고 경복궁이 해당 구간의 휴게소였다.
17시즌에서는 인천국제공항, 강원도 철원군 승일교, 경기도 동두천 캠프 케이시, 동두천역, 서울월드컵경기장, 목동아이스링크, 남대문시장, 한강공원이 나오고 환구단이 해당 구간의 휴게소였다.